# Villa Il Larione

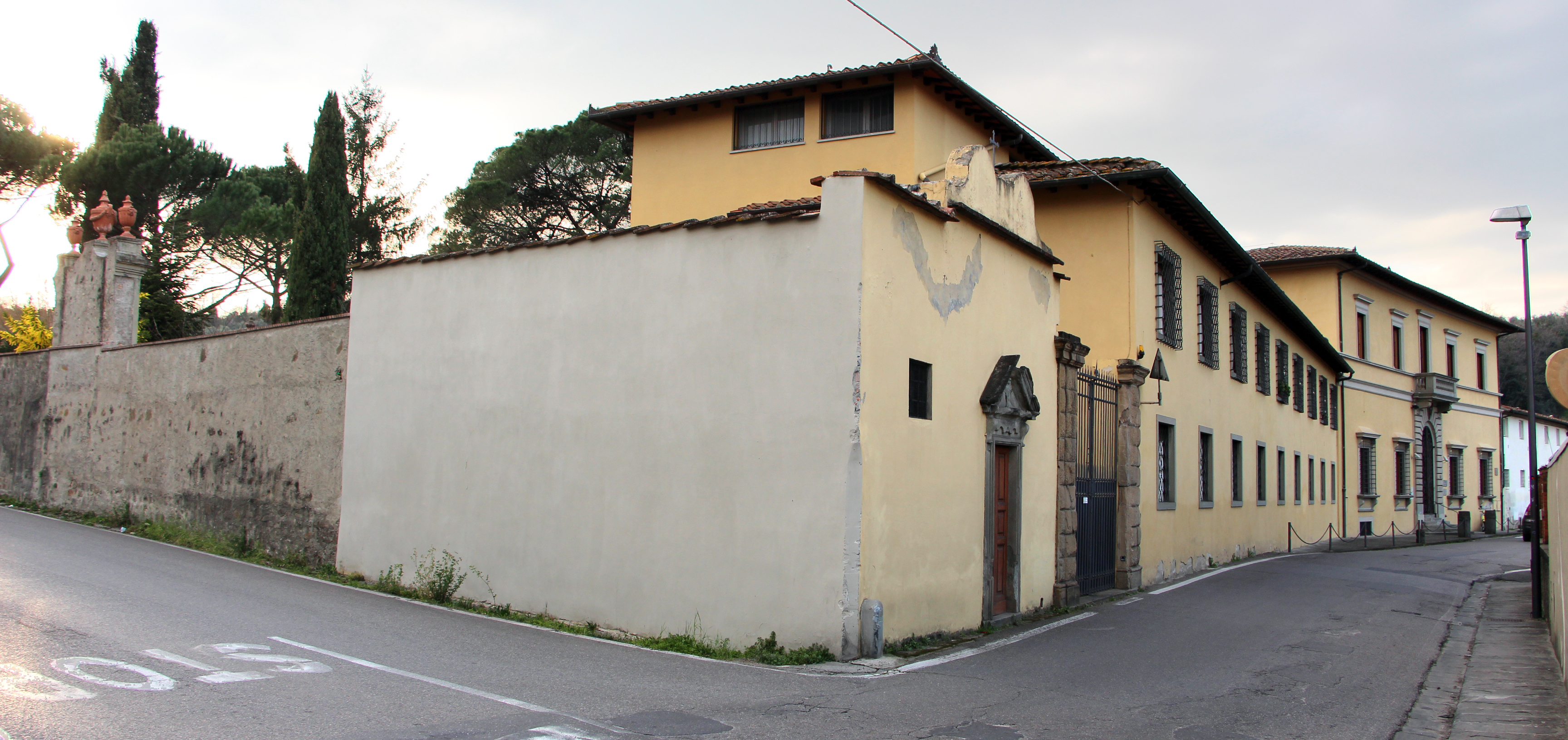
Villa Il Larione e la cappella

Villa Il Larione  o Villa Campani al Larione è una dimora storica fiorentina, situata in via Benedetto Fortini 40.

## Storia
Costruita nel XVI secolo da Ilarione Buonguglielmi (donde deriva il suo curioso nome), venne requisita dalle truppe di Carlo V durante l'assedio di Firenze del 1530. Passata la furia distruttrice dei Lanzichenecchi, Ilarione decise di distruggere quanto era sopravvissuto della villa originaria, ricostruendola in forme più eleganti e più vasta di prima. Attraverso i secoli, l'edificio ha subito molti rimaneggiamenti. Nel 1867 fu acquistata dal professor Cesare Campini, un noto dentista dell'epoca (proprietario anche della vicina Villa Il Ficalbo).
Egli incaricò il pittore Annibale Gatti di restaurare e decorare la villa con numerosi affreschi tratti dall'Alfieri (interessante è l'affresco raffigurante la Riunione di letterati e accademici coll'intervento di Vittorio Alfieri, sullo sfondo è raffigurata una veduta di Firenze). 
Successivamente passò ad altri acquirenti, tra cui i Magnolfi, i quali vendettero l'immobile all'Istituto di Sant'Anna delle Suore Francescane della Trasfigurazione (1951). Ancora oggi è di proprietà della Congregazione.

## Descrizione
Nella sala d'ingresso della villa il visitatore è accolto da due dipinti di Silvano Campeggi, raffiguranti uno San Francesco e uno Santa Chiara. Originariamente essa era l'antica sala d'armi della villa, trasformata dalle suore in luogo sacro. La parete è decorata da due vetrate in stile Liberty, raffigurante anch'esse i due santi fondatore dell'omonimo ordine. 
Nella sala adibita oggi alla direzione si trova una tela raffigurante San Michele Arcangelo e gli Arcangeli Gabriele e Raffaele con Tobia. Il maestro realizzò le opere d'arte presenti nella villa in segno di riconoscimento all'Istituto e a Suor Raffaella, superiora di tale istituto, in quanto si era presa cura della madre dell'artista. All'inizio della scalinata, che porta al piano superiore, si trova un ritratto di Suor Margherita Rindi.
All'angolo tra le vie Benedetto Fortini e Belisario Vinta, si trova una cappelletta seicentesca (chiusa al pubblico), che faceva parte del complesso della villa. Enormi e secolari pini sorgono attorno alla facciata della villa. 
Una bella cancellata in ferro battuto, che introduce agli ambienti della villa, fu realizzata dalla ditta Nenci & Scarti.